# Königliche Siegel und Investiturbücher der Joseon-Dynastie

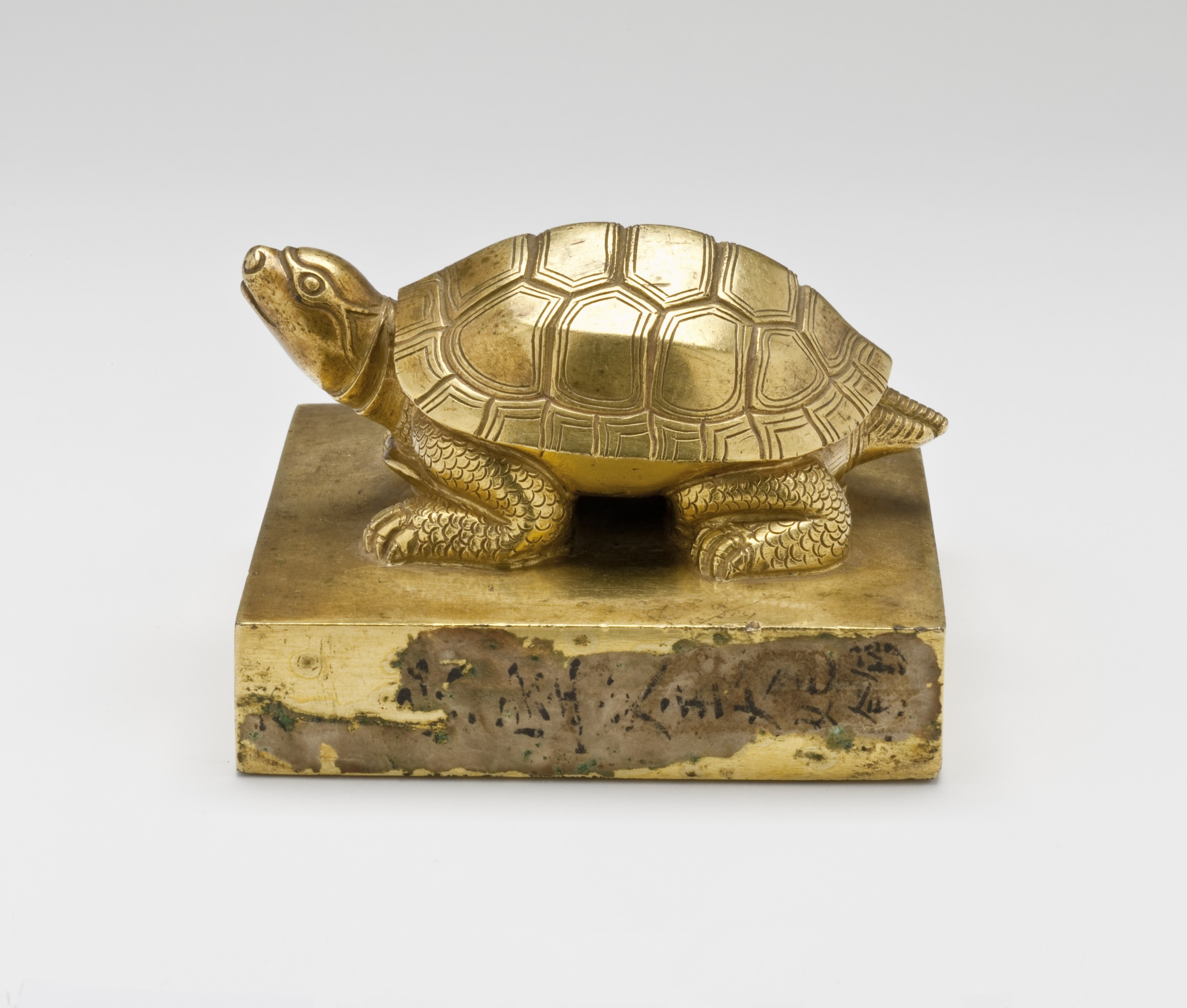
Königlicher Siegel aus dem 16. bis 17. Jahrhundert (vergoldete Bronze)

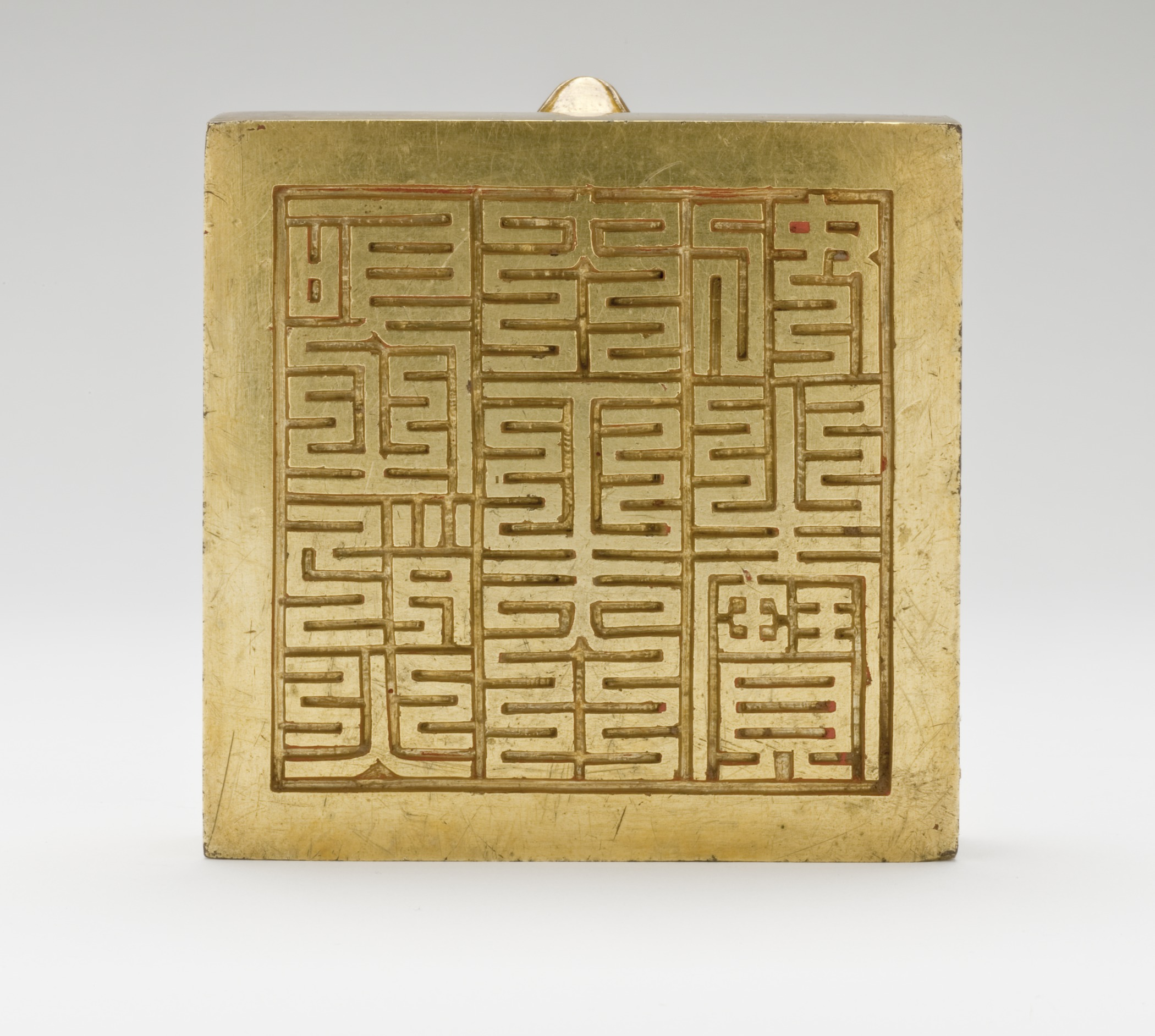
Königlicher Siegel (Unterseite)

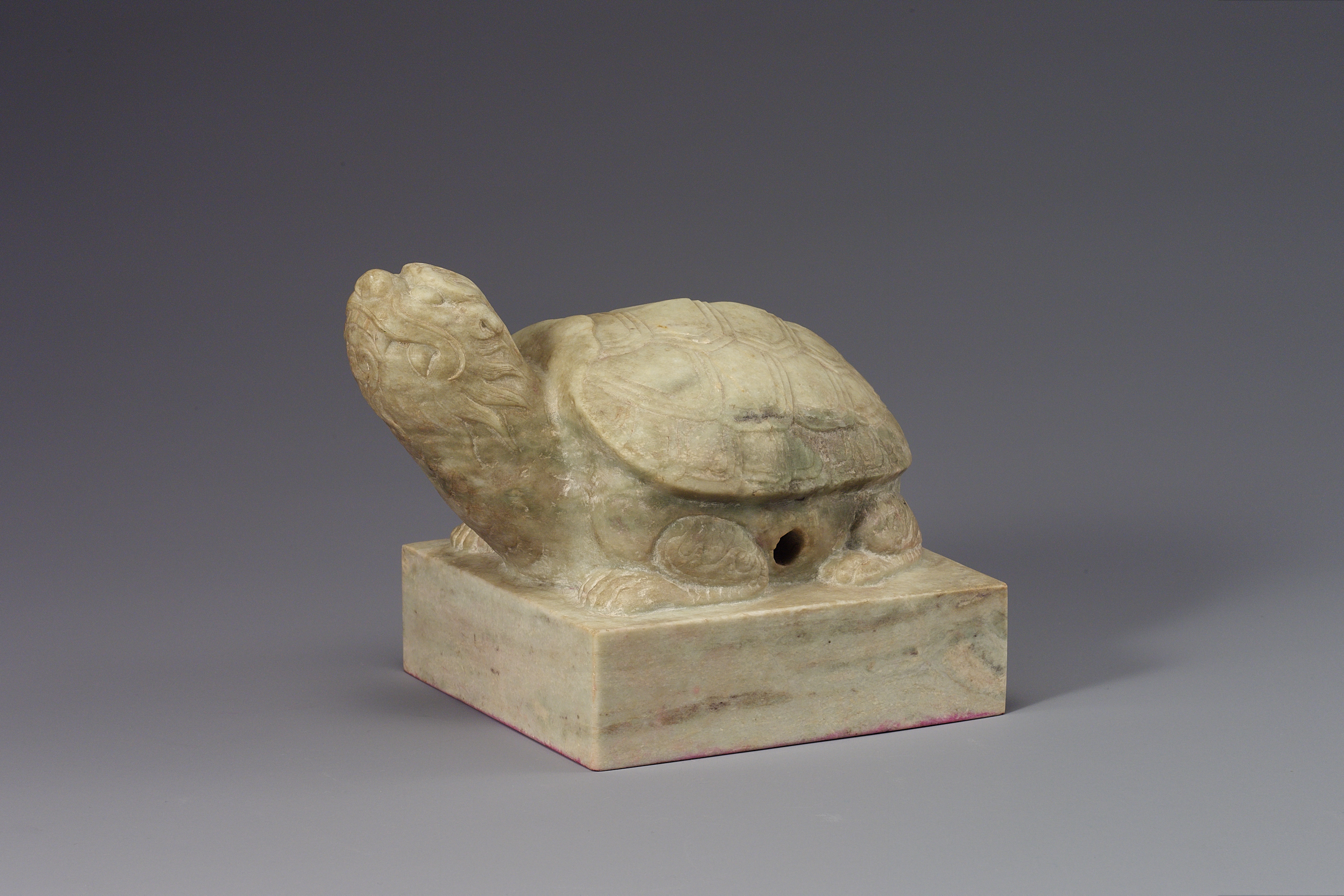
Siegel aus Jade, ehemals im Besitz von Königin Myeongseong (명성) (1851–1895)

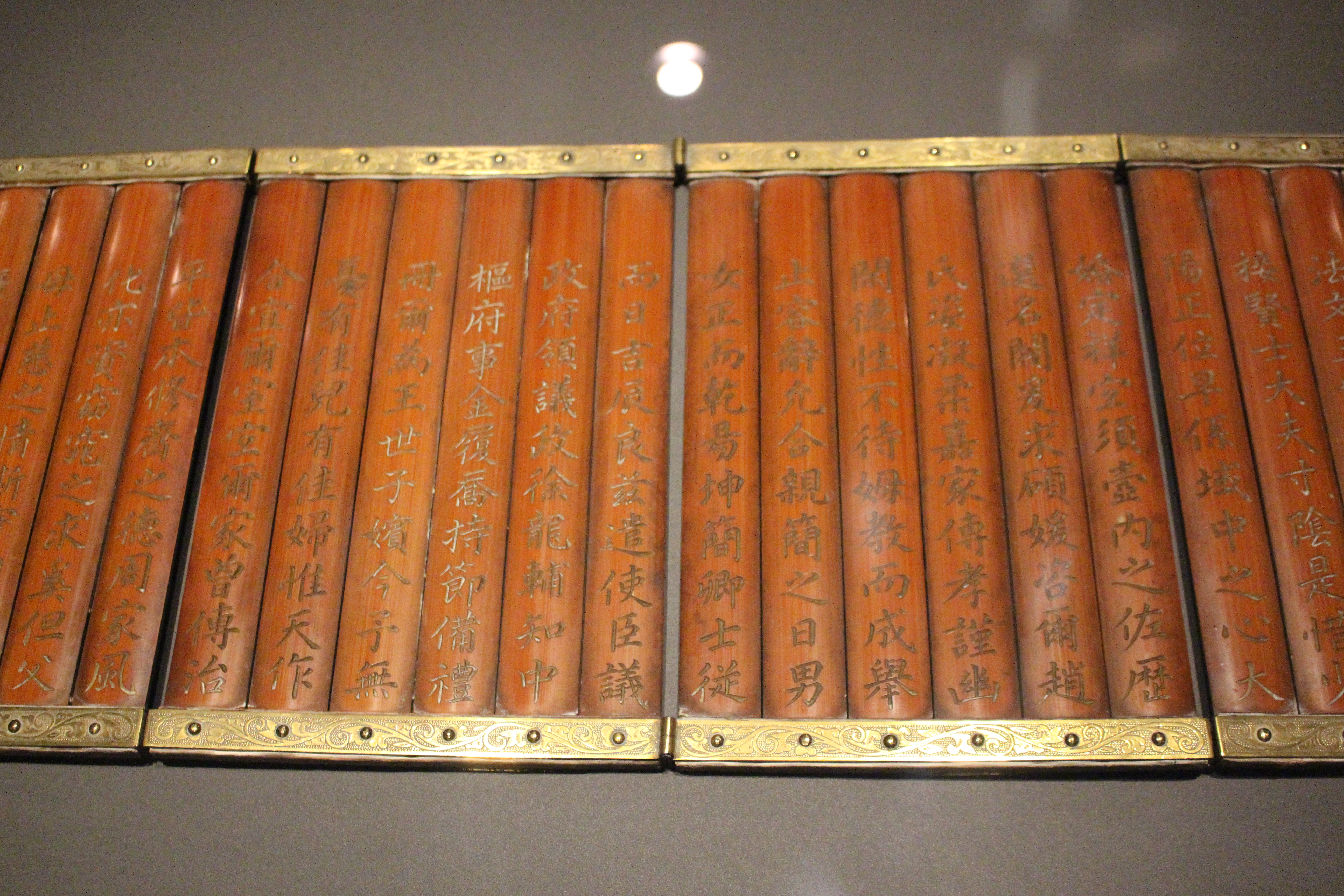
Investiturebuch der Königin Sinjeong (1819)

Die Sammlung der Königlichen Siegel und Investiturbücher der Joseon-Dynastie besteht zum einen aus handgefertigten Siegeln der Könige, Königinnen und Kronprinzen, die während der Zeit der Joseon-Dynastie (조선 왕조) (1392–1910) in Korea regierten oder ihr Amt innehatten und zum anderen aus Büchern, in denen ihre Amtseinführung und ihre Titel dokumentiert wurden.
Die Sammlung wurde im Jahr 2017 unter dem englischsprachigen Titel „Royal Seal and Investiture Book Collection of the Joseon Dynasty“ von der UNESCO zum Weltdokumentenerbe ernannt und in der Liste des Memory of the World Registers aufgenommen.

## Sammlung
Die Sammlung besteht aus insgesamt 669 Einzelstücken und deckt einen Zeitraum von 1392 bis 1966 ab, in denen die Stücke hergestellt und verwendet wurden.

### Siegel
Die königlichen Siegel, die zur Sammlung gehören, stammen aus den Jahren 1411 bis 1928, in denen sie hergestellt wurden. Während die Siegelunterseite, die zum Stempeln des königlichen Zeichens diente, stets eine quadratische Form aufwies, variierte der Handgriff auf der Oberseite in seiner Darstellung einer Schildkröte in Form und Größe und wurde später durch die Darstellung eines Tigers abgelöst. Die Siegel wurden entweder aus Jade oder auch aus Gold hergestellt, wobei der älteste noch verfügbare Siegel aus Gold besteht und aus dem Jahr 1437 stammt und seinerzeit für die Kronprinzessin Hyeondeok (현덕) während der Regierungszeit von König Sejong (세종) (1397–1450) angefertigt wurde.

### Investiturbücher
Königliche Erlasse und die Investiturbücher für die Kronprinzen und ihren Frauen wurden aus Bambus hergestellt, während die Bücher für die Könige und Königinnen aus Jade waren. Goldene Bücher kamen hingegen während der imperialen Zeit zum Ende der Joseon-Dynastie zum Einsatz, als Korea 1897 von König Gojong (고종) zum Kaiserreich ausgerufen wurde. Das jüngste Exemplar der Sammlung bildet das Investiturbuch der letzten Kaiserin der Joseon-Dynastie, das erstellt wurde, als die Kaiserin Sunjeong (순정) am 3. Februar 1966 als letzte Vertreterin der Dynastie verstarb.

## Geschichte
Die königlichen Siegel sowie die Investiturbücher wurden während der Joseon-Dynastie von Verantwortlichen des Jongmyo-Schreins (종묘) verwaltet, den König Taejo (태조) (1335–1408) kurz nach der Gründung der Dynastie errichten ließ. Nach der Okkupation Joseons durch das japanische Kaiserreich im Jahr 1910 übernahm die königliche Yi-Familie die historisch wertvollen Siegel und Dokumente. Nach der Kapitulation Japans und der damit verbundenen Befreiung Koreas von der Besatzung ging der Besitz an das frühere imperiale Haushaltsbesitzverwaltungsbüro, das zwischen 1955 und 1961 als Regierungsbehörde Südkoreas fungierte. Ab 1962 übernahm dann das Büro für Kulturelle Liegenschaften, das später in die Cultural Heritage Administration überging, die Sammlung. 1992 erfolgte der Umzug in eine spezielle Ausstellungshalle im Deoksugung-Palast (덕수궁) und wurde dann letzten Endes im Jahr 2005 in die Royal Exhibition Hall des Gyeongbokgung-Palastes (경복궁) umgezogen. In der Ausstellungshalle, die später in National Palace Museum of Korea umbenannt wurde, war im November 2009 die Sammlung der königlichen Siegel in einer speziellen Ausstellung zu besichtigen.